# St. Blasius (Vorderburg)

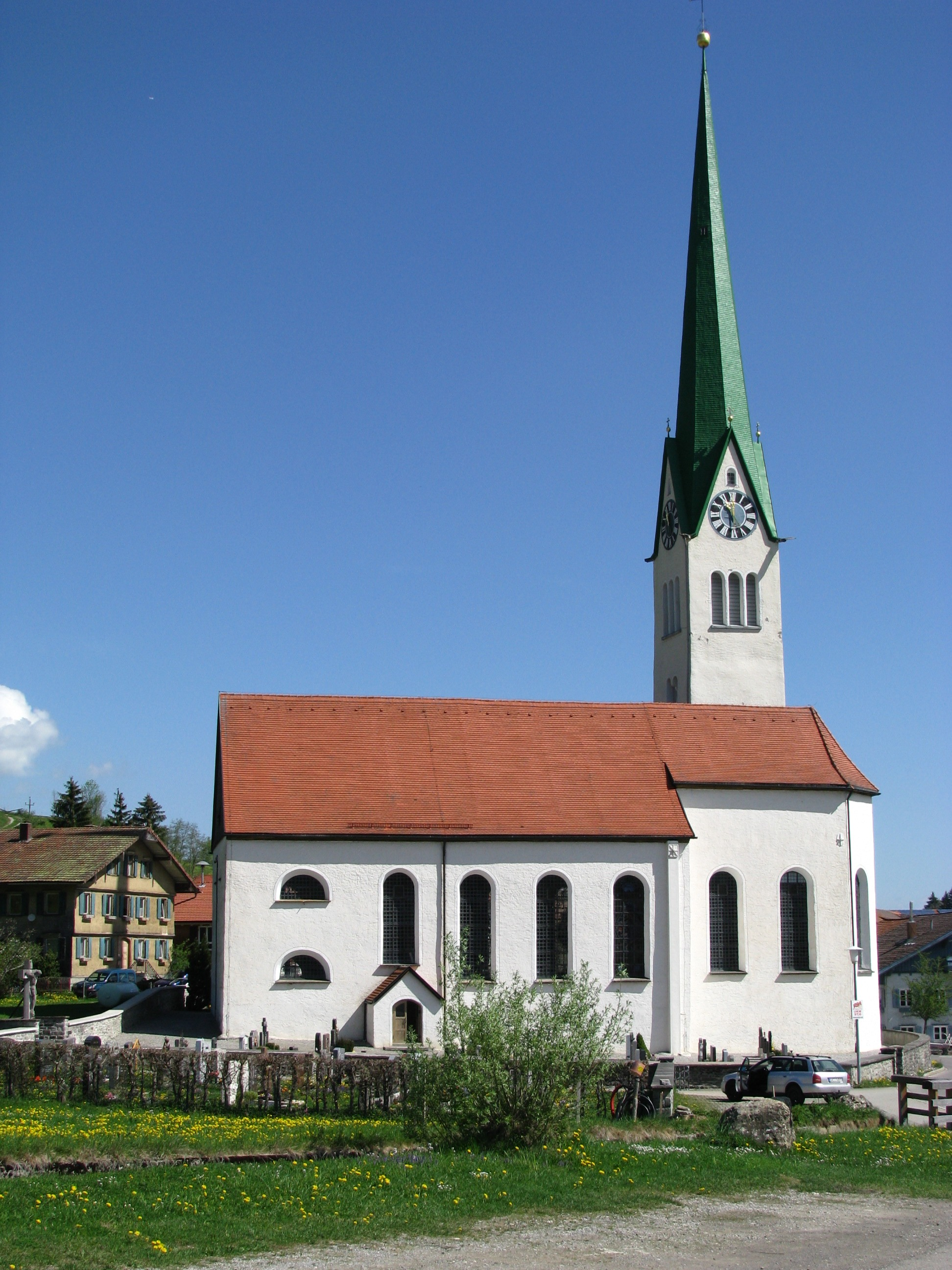
St. Blasius in Vorderburg

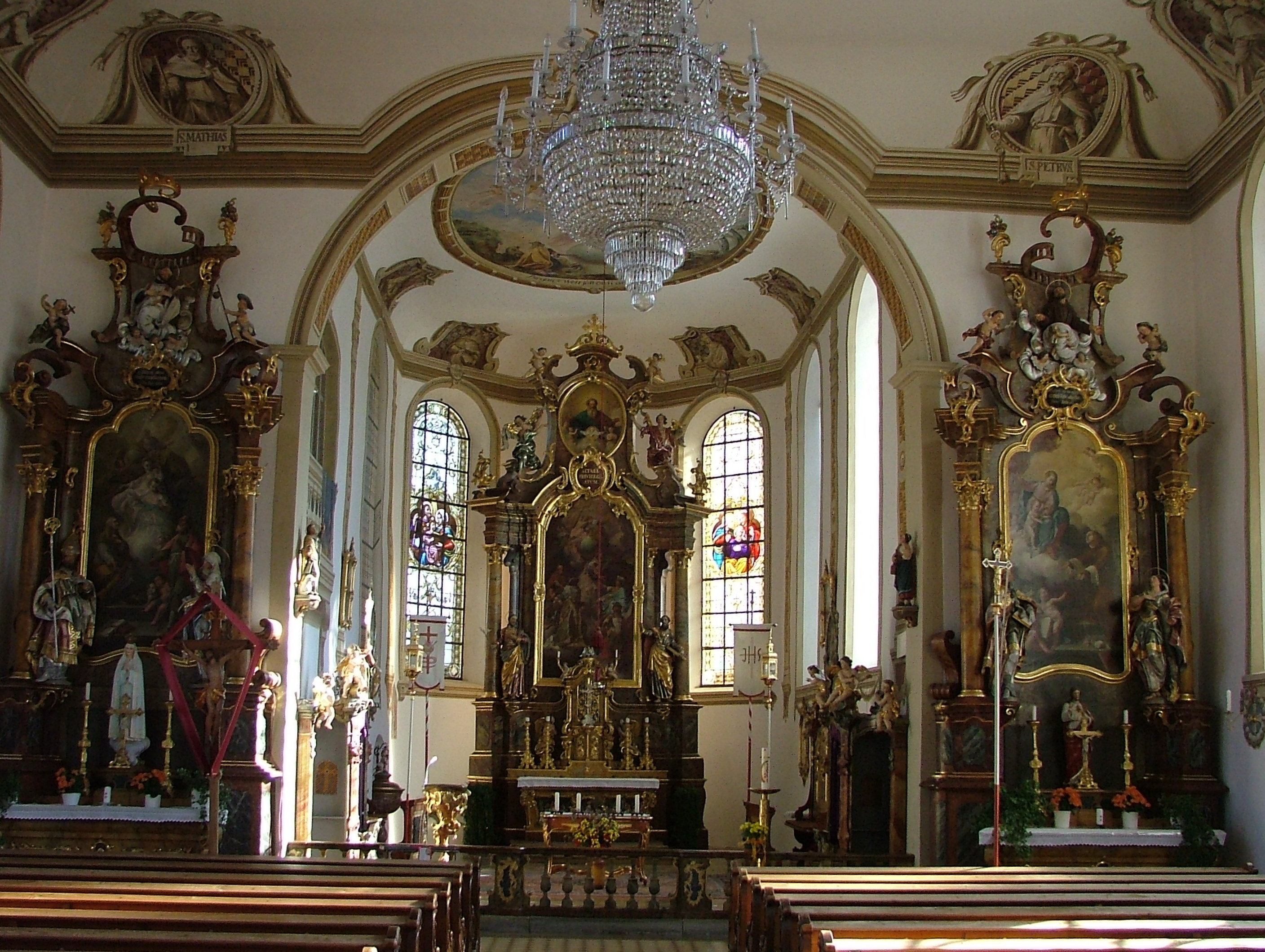
Blick zum Altar

Die römisch-katholische Pfarrkirche St. Blasius steht in Vorderburg, einem Gemeindeteil von Rettenberg im bayerisch-schwäbischen Landkreis Oberallgäu von Bayern. Das Bauwerk ist in der Liste der Baudenkmäler in Rettenberg als Baudenkmal unter der Nr. D-7-80-137-35 eingetragen. Die Pfarrei gehört zum Dekanat Sonthofen des Bistums Augsburg.

## Beschreibung
Die Saalkirche besteht aus einem 1737 unter der Leitung von Balthasar Suiter erbauten Langhaus, einem eingezogenen, dreiseitig geschlossenen Chor im Osten und einem Chorflankenturm aus dem 13. Jahrhundert an der Nordwand des Chors, der nach Plänen von Georg Jakob Schneider 1903 mit einem Geschoss aufgestockt wurde, das hinter den als Triforien gestalteten Klangarkaden den Glockenstuhl beherbergt. Auf den Giebeln sind die Zifferblätter der Turmuhr angebracht. Darüber erhebt sich ein spitzer Helm. Die Sakristei befindet sich in der Ecke von Chorflankenturm und Langhaus. Der Innenraum des Langhauses ist mit einer Flachdecke überspannt. Über dem Chorbogen befindet sich das Wappen des Augsburger Fürstbischofs Clemens Wenzeslaus von Sachsen. Die Deckenmalereien hat 1785 Dionys Roman Weiß gestaltet. Die von Nikolaus Weiß errichteten Statuen des Josef von Nazaret und des Paulus von Tarsus flankieren den 1769/70 aufgestellten Hochaltar. Die Putten an den um 1740 errichteten Beichtstühlen werden Ignaz Hillenbrand zugeschrieben. Die Orgel mit 17 Registern, verteilt auf 2 Manuale und ein Pedal, wurde 1965 von den Gebrüdern Hindelang gebaut.